# USS San Francisco (SSN-711)
USS San Francisco (SSN-711) — многоцелевая атомная подводная лодка типа «Лос-Анджелес», названная в честь города Сан-Франциско, штат Калифорния.

## История
Контракт о строительстве SSN-705 на верфи Newport News Shipbuilding был заключён 1 августа 1975. Лодка была заложена 26 мая 1977, спущена на воду 27 октября 1979, введена в строй 24 апреля 1981 под командованием коммандера Джей Аллена Маршалла.

## Столкновение с подводной горой
8 января 2005 в 02:43 по гринвичскому времени подводная лодка Сан-Франциско в 675 километров (364 милях, 420 милях) к юго-востоку от Гуама на полной скорости и глубине 160м (525 футов) столкнулась с подводной горой.
Столкновение было настолько серьезным, что судно едва не затонуло — велась борьба за положительную плавучесть для всплытия на поверхность после того, как передние балластные цистерны были пробиты.
Девяносто восемь членов экипажа были ранены, а помощник машиниста второго класса Джозеф Аллен (24г.) скончался 9 января от травм головы. Другие члены экипажа получили различные травмы, такие, как переломы костей, рваные раны и травмы спины. У подводной лодки были серьезно повреждены передние балластные цистерны и обтекатель головного сонара, но ее внутренний корпус пробит не был, так же не было никаких повреждений у ядерного реактора.